# Armadillo Aerospace
Az Armadillo Aerospace egy amerikai vállalat, amelyet 2000-ben alapítottak, (többek között John Carmack is, az id Software vezető programozója) Mesquite, Texasban. Fő céljuk, hogy az űrturizmushoz megfelelő űreszközöket készítsenek. A céget 2001. január 1-jén jegyezték be.

## Cégalapítás és költségek
A céget John Carmack alapította, aki a Doom és a Quake videójátékokat hozta létre. Az összes alkalmazottnak teljesen más főállásuk van és hetente csak kétszer találkoznak, hogy megbeszéljék és elvégezzék az Armadillo ügyeit, mindezt teljesen önkéntesen. Csekély költségvetéssel és semmilyen állami támogatással nem rendelkeznek, nem úgy mint a többi űrvállalat, mint például a NASA, az ESA vagy a Boeing. Az Armadillo Aerospace nyilvánosan is kijelentette magát ön-finanszírozottnak. 2006 februárjában Carmack elmondta, hogy az űr-programjuk közel 2 millió dollárba került. 2006. augusztus 6-án az Armadillo bejelentette, hogy szponzori szerződést kötött az nVidia-val. 2008. április 2-án Carmack már 3.5 millió dollárról számolt be a cég költségeit illetően és további 2 millió dollárra becsülte fel a további tervek költségeit.
A cég nevében szereplő „armadillo” szó magyarul az övesállat fajt jelenti, amely a vállalat kabalája és egyben a logója is.

## Lunar Landing Challenge 2008
Az Armadillo Aerospace nyerte meg a NASA által szponzorált Lunar Lander Challenge versenyt, amit már harmadjára rendeztek meg. A feladat egy olyan jármű megtervezése és megépítése volt, ami képes egy holdraszálló egység munkáját ellátni. A verseny Új-Mexikó város Las Cruces nemzetközi repülőterén volt megtartva 2008. október 24. és 25-én, s a csapatok járműveinek helyből felszállás után mintegy 50 méter magasságig kellett felemelkedni, majd onnan eljutni a 100 méterre lévő célpontig. Landolás, majd visszatérés a már ismertetett forgatókönyv szerint. A 2008-ban jelentkező 9 csapatból csak kettő tudott működőképes járművel előrukkolni. Az Armadillo Aerospace csupán a verseny első fázisát volt képes teljesíteni. A második kétszer ekkora távolságot és sziklás, egyenetlen terepet takart, ahol értelemszerűen nehezebb a landolás, s amelyet megpróbálták ugyan, de nem sikerült nekik. Az Armadillo Aerospace győzelmével 350 000 dollárt nyert, a második fázis megnyerése esetén az összeget 2 millió dollárra emelik.